# انتونیو گارسیا مارکز
انتونیو گارسیا مارکز (انگلیسی: Antonio García Márquez؛ زادهٔ ۱ ژوئیهٔ ۱۹۸۹) بازیکن فوتبال اهل اسپانیا است.
از باشگاه‌هایی که در آن بازی کرده‌است می‌توان به باشگاه فوتبال رئال مورسیا و باشگاه فوتبال آلمریا اشاره کرد.